# Francesc Pardo i Artigas

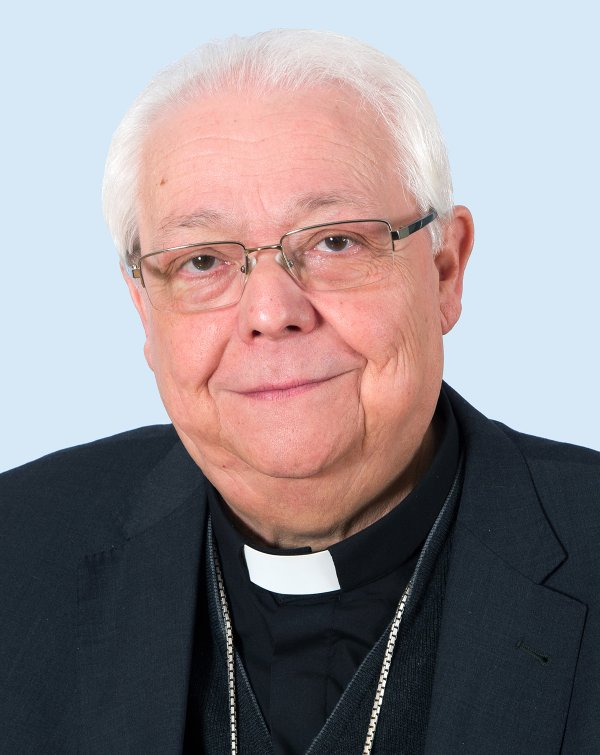
Francesc Pardo i Artigas (2016)

Bischofswappen von Francesc Pardo i Artigas

Francesc Pardo i Artigas (* 26. Juni 1946 in Torrelles de Foix, Katalonien; † 31. März 2022 in Girona) war ein spanischer Geistlicher und römisch-katholischer Bischof von Girona.

## Leben
Francesc Pardo i Artigas besuchte das Kleine Seminar in Barcelona. Anschließend studierte er Philosophie und Katholische Theologie am Priesterseminar in Barcelona. Am 31. Mai 1973 empfing Pardo i Artigas in der Basilika Santa María in Vilafranca del Penedès das Sakrament der Priesterweihe für das Erzbistum Barcelona. Nach weiterführenden Studien erwarb er an der Theologischen Fakultät von Katalonien ein Lizenziat im Fach Katholische Theologie.
Pardo i Artigas war zunächst als Pfarrvikar der Pfarreien Santa María und Santísima Trinidad in Vilafranca del Penedès tätig sowie ab 1979 zudem als Erzpriester von Vilafranca del Penedès. Danach war er Pfarrer in Sant Sadurní d’Anoia (1980–1997) und in Monistrol d’Anoia (1993–1996) sowie von 1980 bis 1993 Erzpriester von Anoia. Dort gründete er eine Genossenschaft zur Errichtung von Sozialwohnungen im Stadtteil Vilarnau. Zusätzlich wirkte Francesc Pardo i Artigas von 1982 bis 1986 als geistlicher Berater des Moviment Familiar Rural und der Landjugend der Associació de Joves Agricultors i Ramaders de Catalunya (JARC) sowie von 1990 bis 1993 als Bischofsvikar für die Region Penedès-Anoia-Garraf. Ferner gehörte er dem Priesterrat und dem Konsultorenkollegium (1985–1988) des Erzbistums Barcelona sowie der Vorbereitungskommission des Provinzialkonzils der Region Tarragona (1993) an. 1997 wurde Pardo i Artigas Pfarrer der Pfarrei San Esteban in Granollers und 1999 zudem Erzpriester von Granollers. Darüber hinaus war er von 1993 bis 2006 Direktor des Centre d’Estudis Pastorals de les Diòcesis de Catalunya und von 2001 bis 2004 Bischofsvikar für die Region Vallès Oriental. Daneben war er von 1998 bis 2004 erneut Mitglied des Priesterrats.
Francesc Pardo i Artigas wurde am 15. Juni 2004 in den Klerus des neu errichteten Bistums Terrassa inkardiniert und wurde dessen Generalvikar und bischöflicher Delegat für die finanziellen Angelegenheiten. Außerdem blieb er weiterhin Pfarrer der Pfarrei San Esteban in Granollers. Pardo i Artigas gehörte ferner dem Priesterrat, dem Konsultorenkollegium, dem Diözesanpastoralrat und dem Diözesanvermögensverwaltungsrat des Bistums Terrassa an.
Am 16. Juli 2008 ernannte ihn Papst Benedikt XVI. zum Bischof von Girona. Der Apostolische Nuntius in Spanien, Erzbischof Manuel Monteiro de Castro, spendete ihm am 19. Oktober desselben Jahres in der Kathedrale Santa Maria Mare de Déu in Girona die Bischofsweihe; Mitkonsekratoren waren der Bischof von Terrassa, Josep Ángel Saiz Meneses, und der Erzbischof von Tarragona, Jaume Pujol Balcells. Sein Wahlspruch Ut vitam habeatis („Damit ihr das Leben habt“) stammt aus Joh 5,39 .
In der Spanischen Bischofskonferenz gehörte Francesc Pardo i Artigas den Kommissionen für die Pastoral (2008–2020), für die Sozialpastoral (2020–2022) und für das Laienapostolat (2011–2014) sowie dem Wirtschaftsrat (2014–2022) an. Außerdem war er Verantwortlicher für die Touristenseelsorge und die Gesundheitspastoral. Darüber hinaus war Pardo i Artigas in der Bischofskonferenz von Tarragona (CET) Delegat für die Jugendpastoral (2008–2018), das Laienapostolat (2008–2011), die Arbeiterpastoral (2009–2011), die Sakrale Kunst (2011–2022) und die interdiözesanen Versammlungen der Finanzverantwortlichen der katalanischen Diözesen (2018–2022).
Seine Heimatstadt verlieh ihm am 11. Februar 2017 die Ehrenbürgerwürde. Am 26. Juni 2021 bot Francesc Pardo i Artigas Papst Franziskus seinen Rücktritt aus Altersgründen an, den dieser jedoch vorerst nicht annahm. Pardo i Artigas starb am 31. März 2022 im Universitätskrankenhaus Josep Trueta in Girona an den Folgen einer Aspiration. Er wurde in der Kathedrale Santa Maria Mare de Déu in Girona beigesetzt.

## Schriften
- Responsabilitat i ministeri de la comunitat parroquial. L’equip de la pastoral de la salut: iniciació i acompanyament. In: Quaderns de pastoral. Nr. 189, 2003, S. 131–162.
- Carta de Pasqua: „Jesucrist et ve a trobar…“ i pautes per orientar la pastoral juvenil. In: Quaderns de pastoral. Nr. 221, 2011, S. 97–108.
- El Vilar, una devoció millenària. Obreria del Vilar, Blanes 2012, OCLC 828395235.
- La formación requiere catequesis! In: Actualidad catequética para la evangelización. Nr. 266, 2020, S. 47–50.
- Para qué bautizar a los hijos? In: Actualidad catequética para la evangelización. Nr. 267, 2021, S. 63–66.